# Strada provinciale 63 Simbruina
La strada provinciale 63 Simbruina è una strada provinciale della provincia dell'Aquila, lunga circa 29 chilometri, che collega Capistrello alla località turistica di Campo Staffi, nel comune di Filettino (FR). La strada panoramica prende il nome dai monti Simbruini, la catena montuosa situata ai confini del Lazio e dell'Abruzzo. La prosecuzione dell'arteria in territorio laziale è classificata come strada provinciale 30 Filettino-Capistrello di competenza della Regione Lazio e gestita dall'ASTRAL.

## Storia

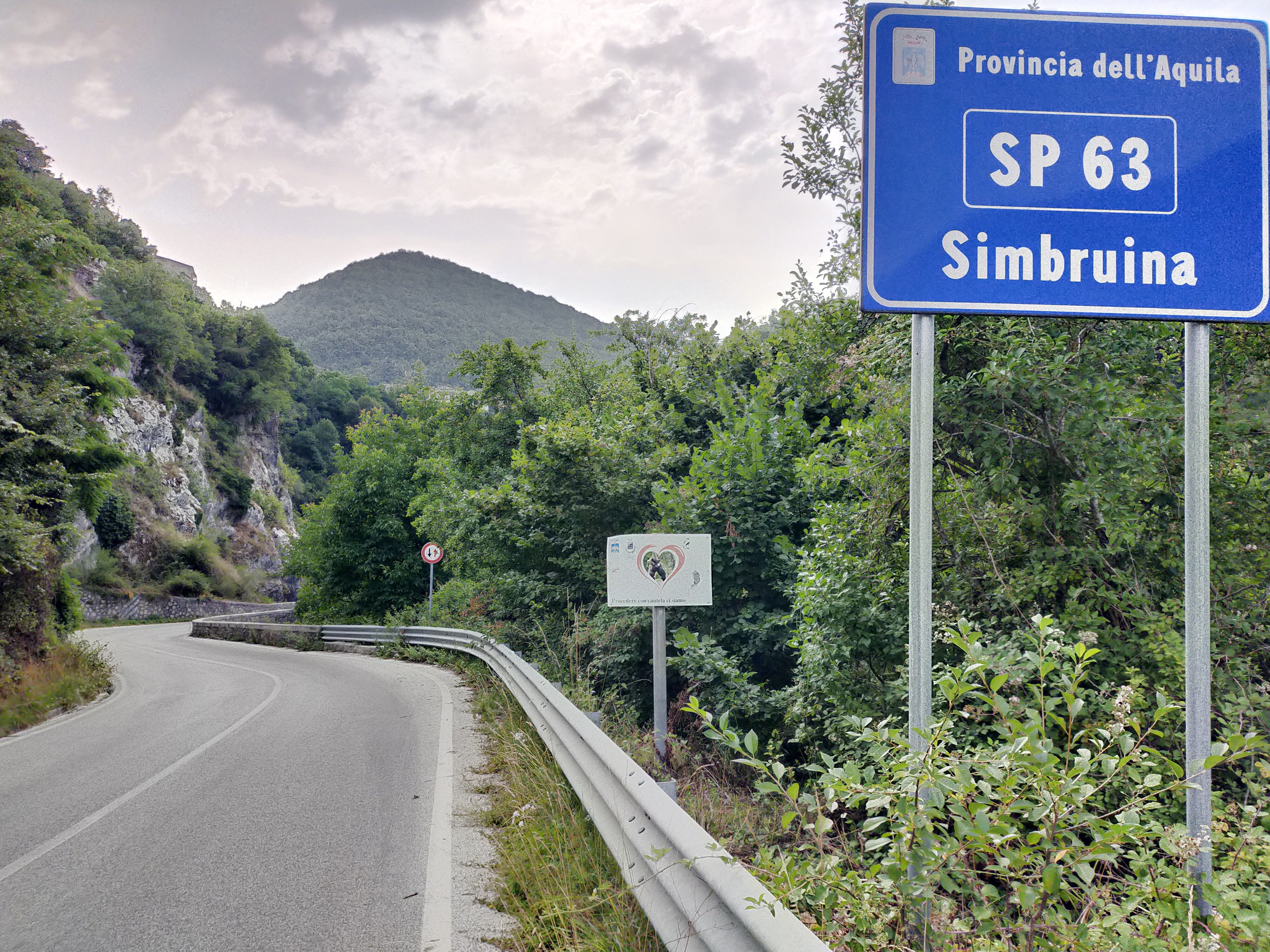
Tratto SP 63 a Capistrello

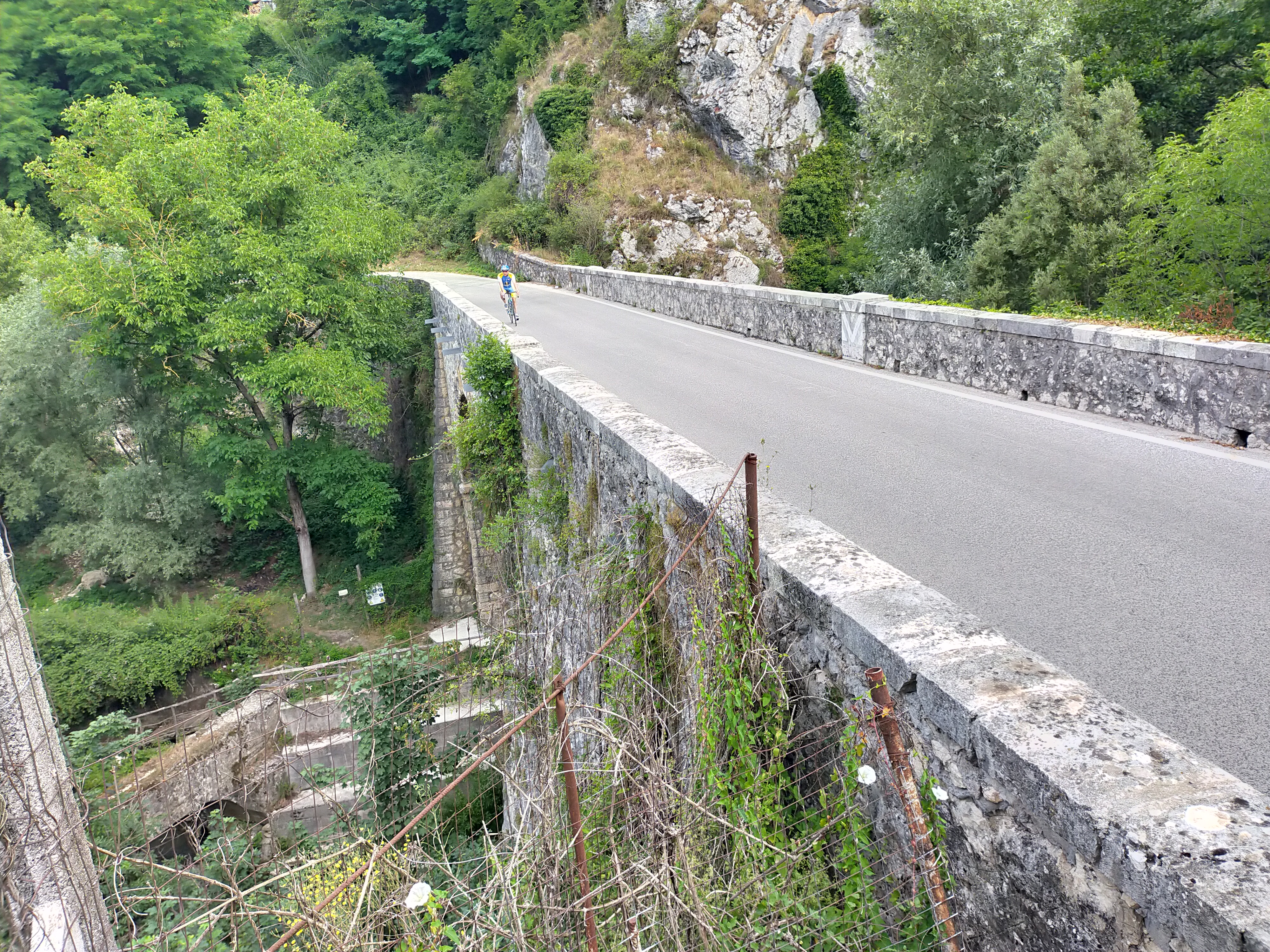
Ponte Graziani, sui parapetti sono ancora visibili i simboli del fascismo

La carrozzabile Simbruina fu ideata e fatta realizzare nel 1938, in epoca fascista, dal politico e militare Rodolfo Graziani, al quale è intitolato un ponte nell'iniziale tratto abruzzese. Nel corso degli anni a causa di cedimenti delle rocce sovrastanti, favoriti dalla particolare struttura geomorfologica del territorio, l'arteria è stata più volte soggetta a chiusure prolungate. Le problematiche più gravi riguardano il tratto che congiunge l'altopiano della Renga, nel comune di Capistrello, con la località turistica di Campo Staffi di Filettino, in provincia di Frosinone. Le chiusure si sono rese necessarie per via del dissesto idrogeologico che causa non solo frane e caduta di massi dai sovrastanti costoni rocciosi ma anche smottamenti e cedimenti del manto stradale. 

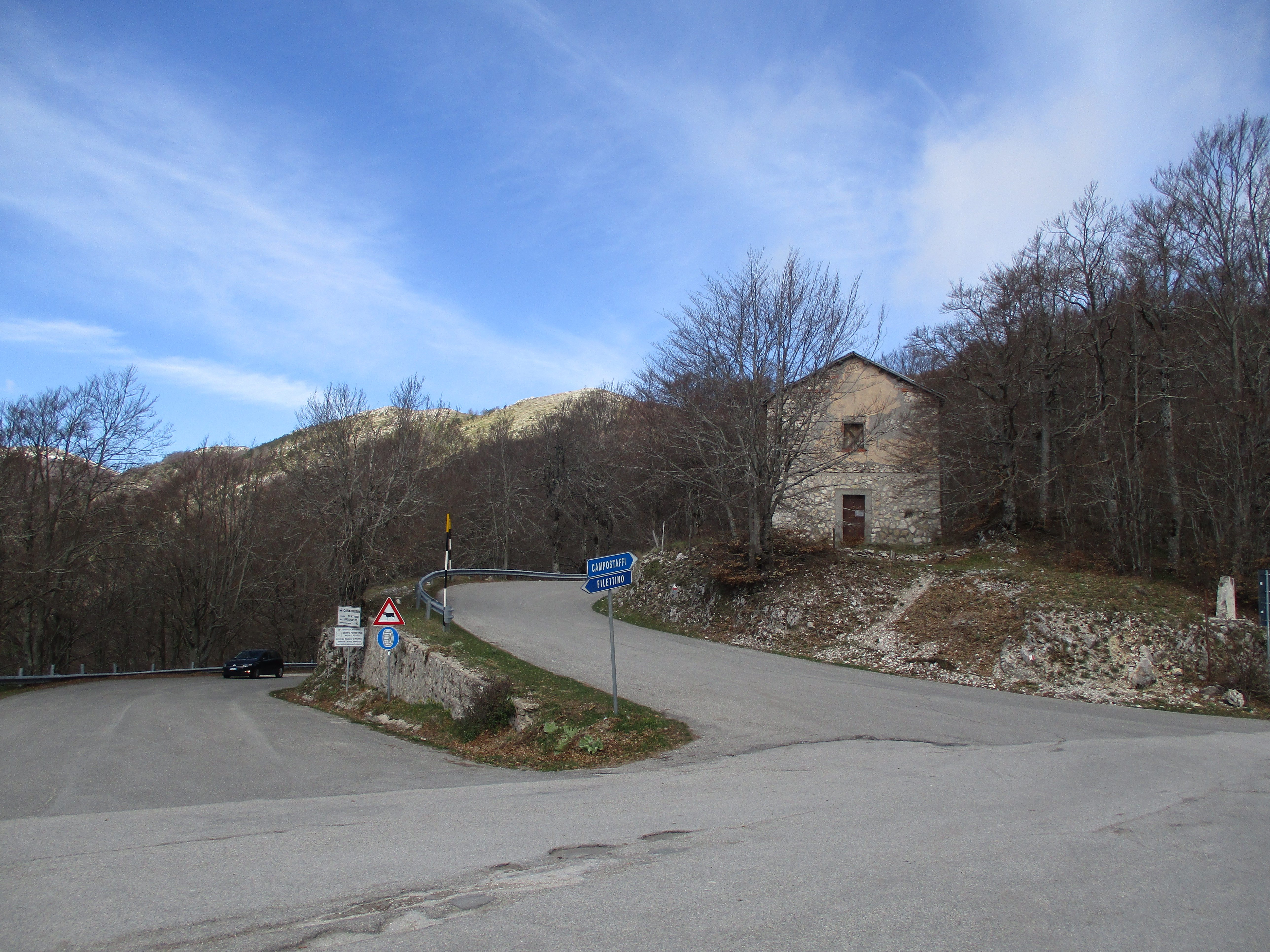
Il bivio per Campo Staffi al termine della provinciale 63

Dopo la chiusura del 2009 l'ente gestore della strada, la provincia dell'Aquila, ha fatto realizzare dal 2015 alcuni lavori di ripristino del manto stradale e di messa in sicurezza del ponte Graziani, in località Cupone di Capistrello, potendo riaprire alla circolazione nel 2018 il tratto di propria competenza fino al bivio per l'altopiano della Renga. Nel 2021 gli enti locali Regione Abruzzo, Regione Lazio, Provincia dell'Aquila, Provincia di Frosinone e i comuni interessati hanno ufficialmente espresso il benestare per passare la competenza della gestione dell'arteria all'ANAS.

## Percorso
La strada provinciale 63 Simbruina ha inizio a Capistrello dall'innesto con la strada statale 82 della Valle del Liri,  a poche centinaia di metri dallo svincolo della strada statale 690 Avezzano-Sora. Dopo aver superato il Vallone Rianza, nei pressi di Pescocanale, s'inerpica lungo il territorio montano che segna il confine occidentale della regione Abruzzo con il Lazio, raggiungendo Campo Staffi di Filettino, dove termina all'inizio del territorio provinciale di Frosinone, nei pressi del Passo Serra Sant'Antonio (1.602 m s.l.m.), spartiacque tra i bacini dell'Aniene e del Liri. L'arteria attraversa diverse località montane come l'altopiano della Renga, la piana di Colle Mozzone, il Nido delle Aquile e Gli Stazzi-Colle Arcaro di Canistro. Oltre la valle Granara e il comune di Filettino sono raggiungibili, attraverso le strade provinciali del frusinate, le località di Trevi nel Lazio, Altipiani di Arcinazzo e Fiuggi.